# Erebia campestris
Erebia campestris är en fjärilsart som beskrevs av B.C.S Warren 1955. Erebia campestris ingår i släktet Erebia och familjen praktfjärilar. Inga underarter finns listade i Catalogue of Life.